# التجديف في الإسلام
التجديف في الإسلام هو السخرية من كلام الله وآياته، والاستهزاء برسله وخاتمهم الرسول محمد، والإساءة للملائكة أو إنكار نبوة أحد الأنبياء. ذكر القرآن التجديف والاستهزاء، بيد أنّه لم يُنص فيه على أي عقوبة دنيوية للحدّ منه. ورد في الأحاديث المنسوبة للرسول محمد، حالات مختلفة، ورد فيها الاستهزاء بالرسول أو بالله أو آياته، ولم يقم الرسول بإنزال أية عقوبة ضد الذين قاموا بتلك الأفعال. وفي أحاديث أخرى، ورد معاقبة المسيئين، ومع ذلك، فقد قيل أن عقوبة الموت تجاه المستهزئين لا تنطبق إلا على حالات مُحدّدة، كالتي يتعرض فيها المجتمع المسلم (الدولة) للخيانة، مما يتسبب في إلحاق ضرر جسيم بالمجتمع، لا سيما في أوقات الحرب.
في العالم الإسلامي الحديث، تختلف القوانين المتعلقة بالاستهزاء من بلد إلى آخر، وتنص بعض البلدان على عقوبات تتألف من غرامات، أو السجن، أو الجلد، أو الإعدام.
لم يرد في تاريخ المجتمعات الإسلامية ما قبل الحداثة أخبارًا تثبت أنه كانت هناك حالات دائمة لتطبيق قوانين الاستهزاء، بل نادرًا ما كانت تُطبق تلك الأحكام على المُتهمين بالتجديف، لكن في العصر الحديث استخدمت بعض الدول والجماعات المتطرفة تهم الاستهزاء والتجديف في دعاياتها الدينية والسياسية لاكتساب الدعم الشعبي على حساب من يختلف عنهم مثل المسلمين الليبراليين والأقليات الدينية وغيرهم.

## القرآن
لا ينص القرآن على أي عقوبة دنيوية للحدّ من التجديف أو الإستهزاء، بل إنه في الواقع، يدعو إلى رد فعل مسالم غير عنيف،
بتوجيه المسلمين بعدم مجالسة أولئك الذين يسخرون من الله أو رسوله أو آياته، حسبما نص القرآن في سورة النساء: ﴿وَقَدْ نَزَّلَ عَلَيْكُمْ فِي الْكِتَابِ أَنْ إِذَا سَمِعْتُمْ آيَاتِ اللَّهِ يُكْفَرُ بِهَا وَيُسْتَهْزَأُ بِهَا فَلَا تَقْعُدُوا مَعَهُمْ حَتَّى يَخُوضُوا فِي حَدِيثٍ غَيْرِهِ إِنَّكُمْ إِذًا مِثْلُهُمْ إِنَّ اللَّهَ جَامِعُ الْمُنَافِقِينَ وَالْكَافِرِينَ فِي جَهَنَّمَ جَمِيعًا ۝١٤٠﴾ [النساء:140].

## الأحاديث
في الفقه الإسلامي الذي يستمد مصادره من الحديث المنسوب للرسول، استُحدِثت مجموعة متنوعة من العقوبات ضد المُجدفين، على رأسها الإعدام. تزعم المصادر في الأحاديث، أن محمد أمر بإعدام كعب بن الأشرف بعد غزوة بدر، حيث حرض كعب قريش ضد الرسول محمد، وحثهم أيضًا على السعي للانتقام من المسلمين. شخص آخر قُتِل هو سلام بن أبي الحقيق (أبو رافع)، وهو أحد الذين حزّب الأحزاب وموّنها ودعمها بالأموال ضد المسلمين في غزوة الأحزاب. كلا الرجلين - تم تأويل مقتلهما بتهمة إهانة محمد - بينما السياق التاريخي يوضح أنهما قد قتلا بسبب الخيانة العظمى، وتسببهما في حدوث فوضى في المجتمع المسلم.[بحاجة لمصدر]
في أحد الأحاديث النبوية، عن ابن عباس، قال أن رجلًا قتل جارية له، كانت دائمًا تهين النبي محمد، إلّا أن خبر مقتلها عندما وصل الرسول، هتف: «ألا أشهدوا أن دمها هدر» بمعنى عدم وجوب قصاص في الرجل الذي قتلها. وفي هذا تأييد من محمد لفعل الرجل، وفي حديث آخر عن محمد قال علي بن أبي طالب: اعتادت يهودية الاعتداء على النبي محمد، فخنقها رجل حتى ماتت، إلا أن رسول الله أعلن أنه لا يوجد أي تعويض مستحق عن دمها.
وهناك حالات أخرى تعرض فيها النبي محمد للإساءة والشتائم، مثل حديث الجونية، والذي قامت فيه امرأة تدعى أميمة بنت النعمان بوصف النبي محمد بـ«السوقة» واستعاذت منه، ورغم ذلك لم يأمر بإيذائها بل أمر بكسوتها وإرجاعها إلى أهلها: عن مالك بن ربيعة الساعدي: «خَرَجْنَا مع النبيِّ  صلى الله عليه وسلم حتَّى انْطَلَقْنَا إلى حَائِطٍ يُقَالُ: له الشَّوْطُ، حتَّى انْتَهَيْنَا إلى حَائِطَيْنِ، فَجَلَسْنَا بيْنَهُمَا، فَقَالَ النبيُّ صلى الله عليه وسلم: اجْلِسُوا هَا هُنَا ودَخَلَ، وقدْ أُتِيَ بالجَوْنِيَّةِ، فَأُنْزِلَتْ في بَيْتٍ في نَخْلٍ في بَيْتِ أُمَيْمَةَ بنْتِ النُّعْمَانِ بنِ شَرَاحِيلَ، ومعهَا دَايَتُهَا حَاضِنَةٌ لَهَا، فَلَمَّا دَخَلَ عَلَيْهَا النبيُّ صَلَّى اللهُ عليه وسلَّمَ قَالَ: هَبِي نَفْسَكِ لي قَالَتْ: وهلْ تَهَبُ المَلِكَةُ نَفْسَهَا لِلسُّوقَةِ؟ قَالَ: فأهْوَى بيَدِهِ يَضَعُ يَدَهُ عَلَيْهَا لِتَسْكُنَ، فَقَالَتْ: أعُوذُ باللَّهِ مِنْكَ، فَقَالَ: قدْ عُذْتِ بمعاذٍ ثُمَّ خَرَجَ عَلَيْنَا فَقَالَ: يا أبَا أُسَيْدٍ، اكْسُهَا رَازِقِيَّتَيْنِ، وأَلْحِقْهَا بأَهْلِهَا.» صحيح البخاري (حديث صحيح)